# Castillo de Thy-le-Château

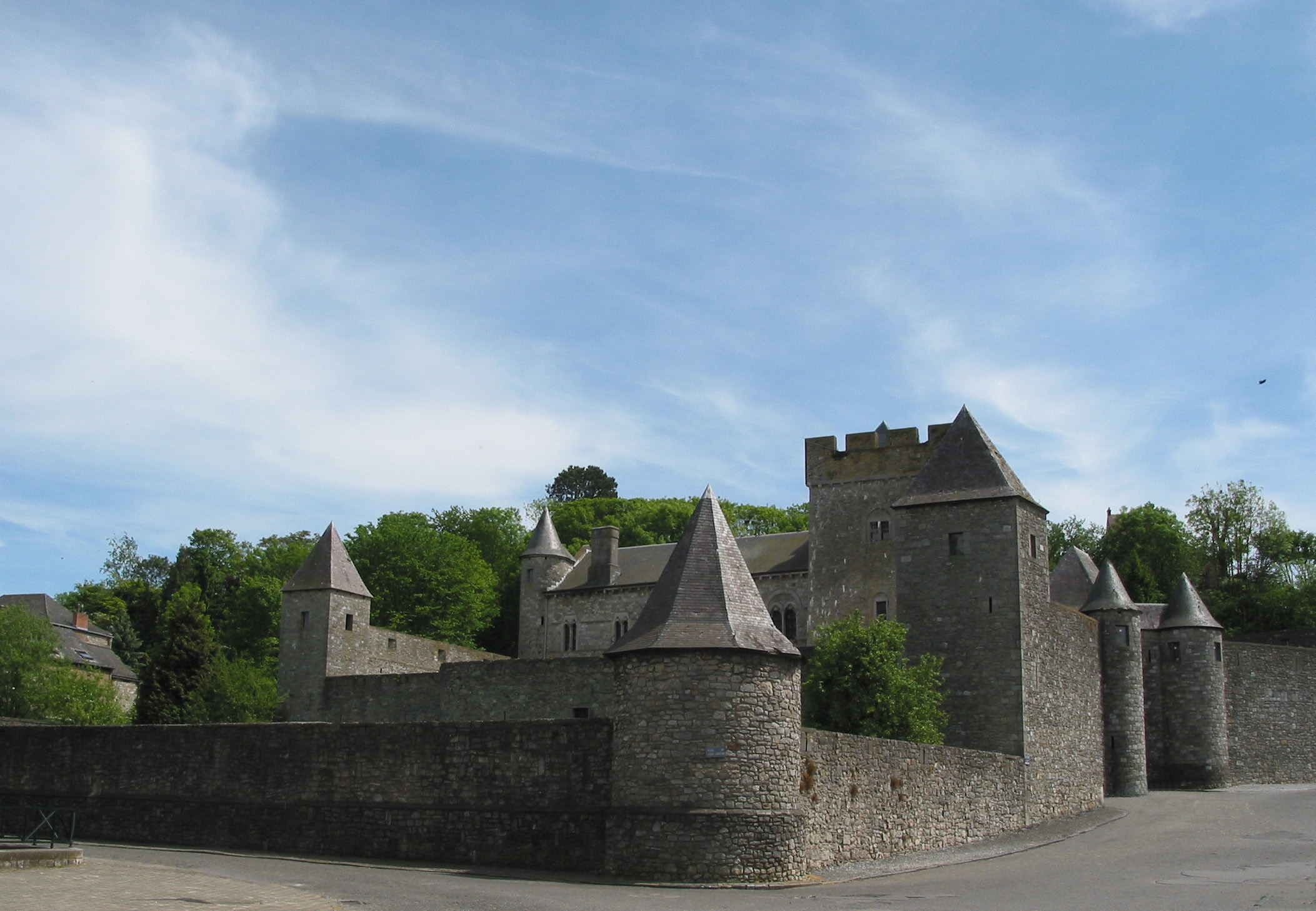
Vista del castillo

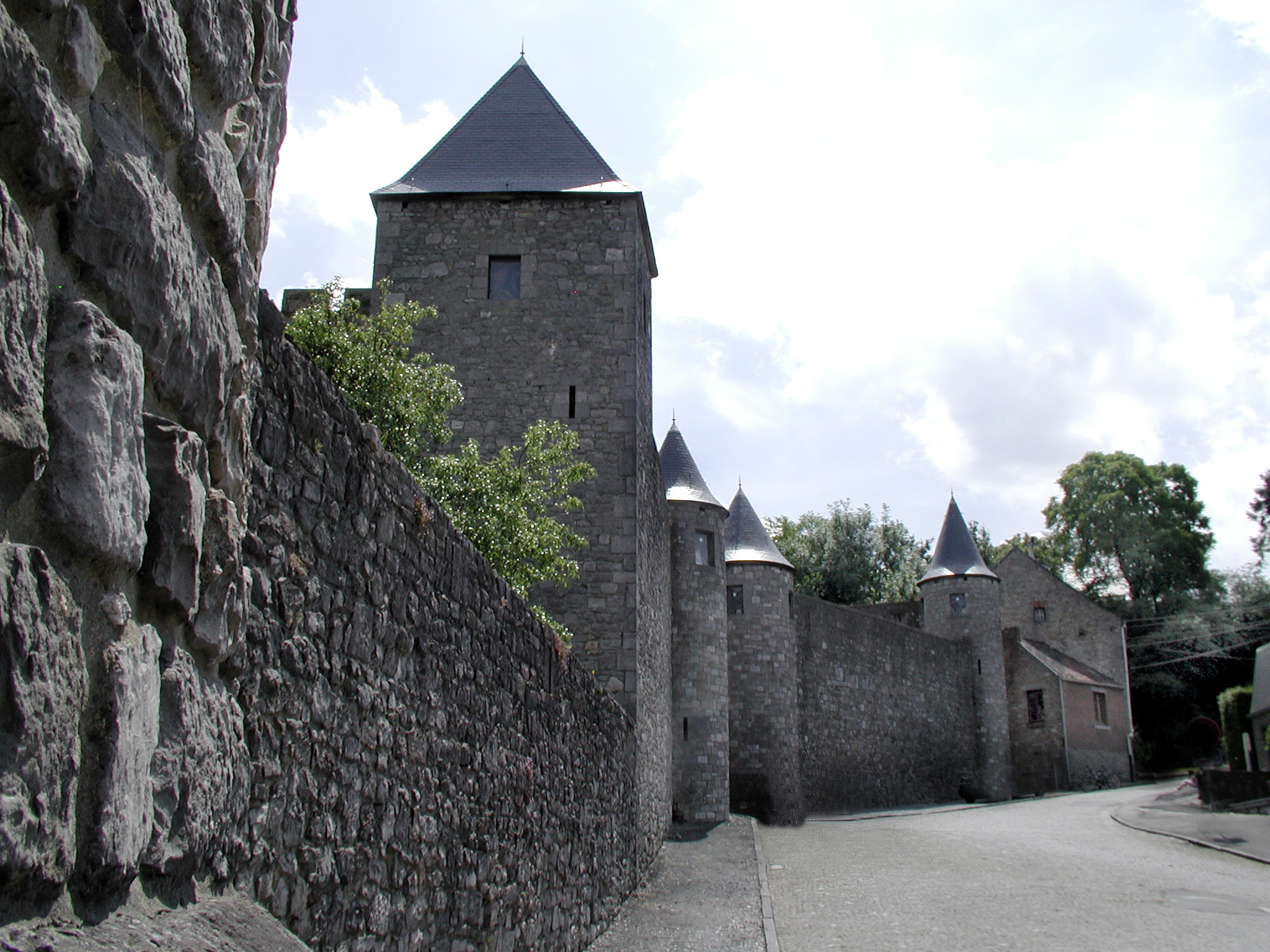
Muralla de Thy-le-Chateau

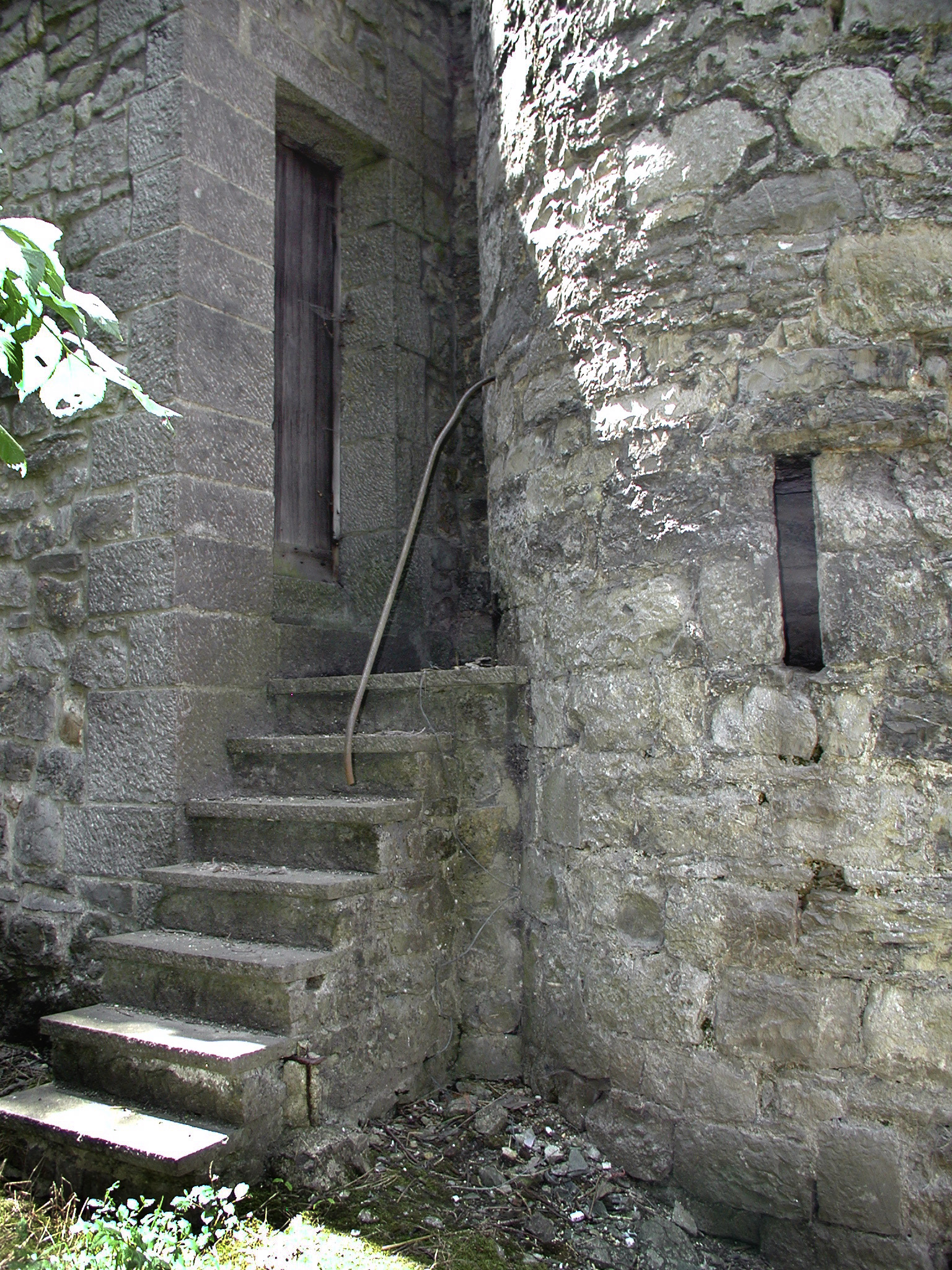
Una puerta en Thy-le-Chateau

El castillo de Thy-le-Chateau es un castillo medieval situado en Namur (Bélgica). Originalmente construido en el siglo XII, sirvió como fortaleza militar de varios linajes nobles hasta la Revolución Francesa, cuando cayó en deterioro. El castillo fue restaurado en 1939.